# Oh Seong-ok
Oh Seong-ok (10 de octubre de 1972) es una jugadora de balonmano surcoreana. Consiguió 4 medallas olímpicas, 1 de ella de oro.